# Ерве Ніке
Ерве Ніке (фр. Hervé Niquet; 28 жовтня 1957, Аббвіль) — французький диригент, співак, органіст, клавесиніст і піаніст.

## Біографія
З 1980 — хормейстер в Паризькій опері. У 1985—1986 виступав як співак (тенор) в ансамблі Мистецтва, які процвітають. У 1987 створив свій бароковий оркестр Духовний концерт (Le Concert Spirituel), що спеціалізується на виконанні музики французького бароко. Співпрацює з театрами в Парижі, Нанті, Монпельє та ін., працює з великими театральними режисерами (Крістоф Марталер та ін.). У 2002 створив у Канаді ансамбль Нова симфонія, в 2006 заснував великий симфонічний хор регіону Лангедок-Русійон. Як запрошений диригент працював з такими оркестрами, як Філармонійний оркестр французького радіо, Берлінська академія старовинної музики, Базельський камерний оркестр, Брюссельський філармонічний оркестр, Оркестр Пікардії, Ліонський національний оркестр та ін.

## Сфера зацікавлень
Основна царина занять Ніке — французька музика XVII—XVIII ст., він повернув публіці, виконав і записав твори багатьох незаслужено забутих композиторів цієї епохи (Андре Кампра, Марка Антуана Шарпантьє, Жозефа Боден де Буамортьє, Жана Жіля, Паоло Лоренцані). Згодом він включив у коло своїх зацікавлень музику романтиків (Ліст, Брамс) і твори композиторів XX ст. (Дебюссі).

## Дискографія
У дискографії Ніке і його ансамблю — оркестрові сюїти Генделя, 3 випуски великих мотетів і опера «Прозерпіна» Люллі, «Король Артур» і «Дідона і Еней» Перселла, 2 випуски мотетів Анрі Демаре, подвійний диск творів Рамо, кантати і опера «Тріумф Іріди» Клерамбо, меси Шарпантьє, опера Марена Маре «Семела», опера Гретри «Андромаха», опера Россіні «Шлюбний вексель» та ін.

## Визнання
Кавалер орденів «За заслуги» та Мистецтв і літератури.